# Deutsche Initiative Mountainbike

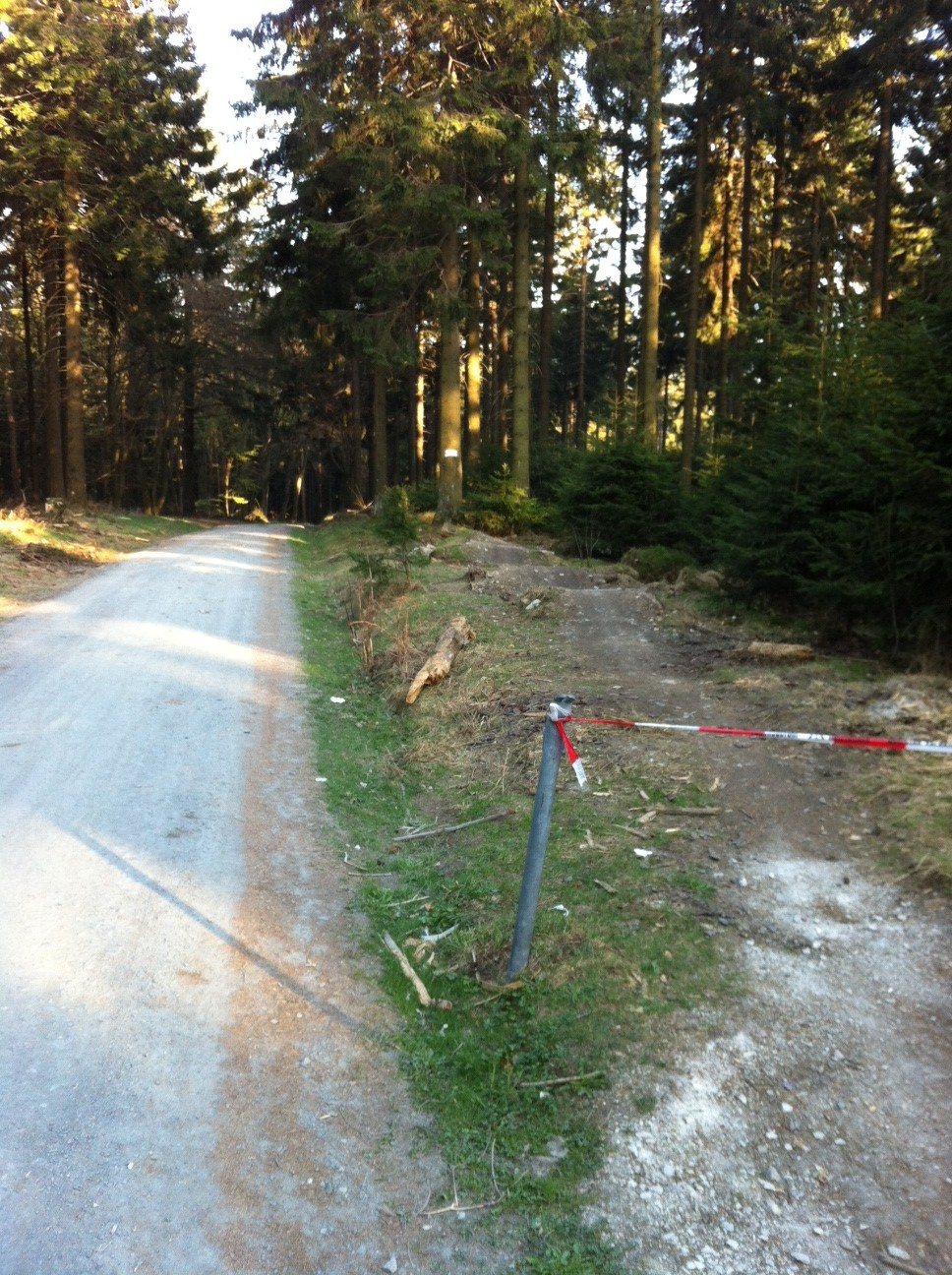
Links Wirtschaftsweg, rechts Flowtrail zwischen Kleiner Feldberg und Fuchstanz im Taunus (2015)

Die Deutsche Initiative Mountainbike e. V., abgekürzt DIMB, ist ein gemeinnütziger Verein zur Förderung des umweltverträglichen Mountainbike-Sports. Der Verein wurde 1991 gegründet und hat seinen Sitz in  Haar bei München.

## Ziele
Vorrangiges Ziel des Vereins ist es, den Mountainbikesport zu fördern. Dazu gehört direkte Lobbyarbeit sowie auch die Arbeit in Gremien und Verbänden, um bei gesetzlichen Regelungen die Interessen von Bikern zu vertreten. Der Slogan Open Trails ! steht für Bestrebungen der DIMB, alle Wege und Pfade für Biker nutzbar zu machen, soweit dies mit dem Naturschutz vereinbar und sozialverträglich ist. Unterstützt werden vor allem Initiativen, mountainbiketauglichen Wege- und Trailnetzen eine legale Grundlage zu verschaffen.
In Aufgabenfeldern wie „Legalize Freeride, Downhill & Dirt“ wurde mit einem Legalize-Leitfaden und dem Beraterteam schon hunderten legalen Streckenbauern Hilfestellungen zur Einrichtung einer legalen Strecke gegeben. Seit 2010 wird der Bau sogenannter „FlowTrails“ für Tourenfahrer bis Freerider, besonders gefördert. Ab dem Jahr 2013 werden solche „Flowtrails“ und auch Rundstrecken der Kategorie „Tour“ und „Trailtour“ als „Premium-Biketrails“ zertifiziert.
Über mehrere Jahre entwickelte Kriterienkataloge garantieren den Bikern auf diesen prämierten Wegen den optimalen Bikespaß bei guter Infrastruktur.
Seit 2004 bildet die DIMB in Kooperation mit dem Bund Deutscher Radfahrer jährlich rund 400 lizenzierte MTB-Guides und -Trailscouts sowie Kids-on-Bike Trainer aus. Mit „Kids-on-Bike“ betreibt die DIMB das umfassendste deutsche Mountainbikeprogramm für Kinder und Jugendliche. Ziel ist, Kinder mit Spaß und Spiel vom PC oder Playstation wegzulocken und auf dem Fahrrad in die Natur zu bringen.
Mit Imagekampagnen wie der Inseratserie „Wir sind Mountainbiker“ wird dem nichtbikenden Zeitungs- und Magazinleser vermittelt, dass Biker keine radelnden „Rambos“ sind.
Das Programm der DIMB hat sich stark erweitert und sie legt als Fachverband nicht mehr nur einen Schwerpunkt auf das Betretungsrecht, sondern auf alle Felder, die den MTB-Sport in Deutschland voranbringen.

### Lobbyarbeit (Beispiel)
Im Jahr 2012 hat die DIMB durch starken medialen Druck das strengste deutsche Bikeverbot verhindern können. Nach einem Gesetzesentwurf der hessischen Landesregierung hätten Radfahrer in Hessen nur noch Wege befahren dürfen, die ganzjährig mit einem nicht geländegängigen Pkw befahrbar gewesen wären. Gegen den Entwurf wurden über 53.000 Unterschriften gesammelt. Am „Runden Tisch Hessen“ haben sodann alle Interessenvertretungen unter Leitung von Ministerin Puttrich einen gemeinsamen Formulierungsvorschlag gefunden, nach dem alle Wege für Radfahrer befahrbar sind, auf denen sich die Nutzer gefahrlos begegnen können und die von Waldbesitzerinnen und Waldbesitzern oder mit deren Zustimmung angelegt wurden. Dies ausdrücklich unter „gegenseitiger Rücksichtnahme“. Diese Formulierungen wurden in das neue Hessische Waldgesetz übernommen, das am 27. Juni 2013 durch den Hessischen Landtag verabschiedet wurde.
Flankierend dazu wurde eine gemeinsame Vereinbarung der Verbände unterzeichnet, in der sich alle Nutzergruppen zu einem rücksichtsvollen Umgang miteinander und der Natur verpflichten.
Die DIMB entwirft zudem einen Flyer, in dem die Rechtslage dargestellt und für einen fairen Umgang aller Waldnutzer miteinander geworben wird.
Mit Stand September 2013 hat die DIMB begonnen, gegen das derzeit strengste Bikeverbot Deutschlands vorzugehen. Die 2-Meter-Regel in baden-württembergischen Wäldern soll gegen eine vernunftsbasierte und praktikable Regelung wie in Hessen gewandelt werden. Über 58.000 Befürworter haben die Petition unterzeichnet. Aber am 16. Oktober 2014 hat der Landtag von Baden-Württemberg für die Beibehaltung der 2-Meter-Regel gestimmt. Dennoch wird die DIMB das Thema weiter bearbeiten, da aus ihrer Sicht ohne ernsthafte Würdigung aller von der DIMB und den anderen beteiligten Radverbänden vorgebrachten Argumente entschieden wurde. Die Aufklärung über das Anliegen und Diskussion werden fortgesetzt auf ebene sogenannter „Runder Tisch“-Gespräche.

## Organisation
Die DIMB besteht aus einem Bundesverband mit inzwischen über 145.000 Mitgliedern, die sich aus über 10.760 direkten Mitgliedern und 143.749 mittelbaren Mitgliedern in Vereinen zusammensetzen (Stand Dezember 2024).
Der Bundesvorsitzende des Vereins ist Lothar Maier.
Das 2004 gegründete DIMB Racingteam gehört mit über 400 Fahrerinnen und Fahrern zu den größten Hobby-Rennteams in Deutschland. Auf regionaler Ebene gibt es zudem rund 50 DIMB Interessengemeinschaften (DIMB IGs), die als Ansprechpartner vor Ort fungieren und Biketreffs, Touren und Kurse veranstalten.

## Mitgliedschaften
- Vollmitglied im Kuratorium Sport und Natur, der Vereinigung der Natursport treibenden Verbände Deutschlands
- Vollmitglied im Bayerischen Kuratorium für Alpine Sicherheit e.V.
- Die DIMB ist die Deutschlandvertretung und die weltweit zweitstärkste Landesorganisation der International Mountain Bicycling Association (IMBA), dem Weltverband mit Sitz in USA. Im Jahr 2012 wurde gemeinsam mit anderen europäischen Vereinigungen die IMBA Europe gegründet.
- Das DIMB Racingteam ist Mitglied im Bund Deutscher Radfahrer (BDR)